# (I Just) Died in Your Arms
"(I Just) Died in Your Arms" é o single de estreia da banda Cutting Crew, do seu primeiro álbum, Broadcast. Foi lançado em 15 de Agosto de 1986 no Reino Unido e em 4 de Janeiro de 1987 nos Estados Unidos.
Foi a música de maior sucesso lançada por Cutting Crew até hoje, alcançando o primeiro lugar das paradas musicais dos Estados Unidos, Canada e Noruega, além de entrar no Top 10 de outros países como Reino Unido, Áustria, Suécia, entre outros.
No Brasil, foi incluída na trilha sonora internacional da telenovela Corpo Santo (telenovela), exibida em 1987 pela extinta Rede Manchete.
A música está presente nos jogos Grand Theft Auto: Vice City e Karaoke Revolution Presents: American Idol Encore.

## Faixas
7" Single
| N.º | Título                       | Duração |  |
| 1.  | "(I Just) Died in Your Arms" | 4:38    |  |
| 2.  | "For the Longest Time"       | 4:38    |  |

12" Single
| N.º | Título                               | Duração |  |
| 1.  | "(I Just) Died in Your Arms" (Remix) | 6:43    |  |
| 2.  | "(I Just) Died in Your Arms"         | 4:38    |  |
| 3.  | "For the Longest Time"               | 4:38    |  |

CD
| N.º | Título                                            | Duração |  |
| 1.  | "(I Just) Died in Your Arms" (Remix 12" Version)  | 4:41    |  |
| 2.  | "One for the Mockingbird" (Shelly Yakus US Remix) | 4:23    |  |
| 3.  | "Any Colour (Just for You)" (Ao Vivo)             | 4:57    |  |
| 4.  | "(I Just) Died in Your Arms" (7" Version)         | 4:38    |  |

## Posições nas paradas musicais
| Parada musical (1986/1987)                     | Melhor posição |
| ---------------------------------------------- | -------------- |
| Alemanha - Germany Top 100 Singles             | 4              |
| Áustria - Ö3 Austria Top 40                    | 9              |
| Canadá - Canada RPM Top 100 Singles            | 1              |
| Estados Unidos - Adult Contemporary            | 24             |
| Estados Unidos - Billboard Hot 100             | 1              |
| Estados Unidos - Dance Music/Club Play Singles | 37             |
| Estados Unidos - Mainstream Rock Tracks        | 4              |
| Irlanda - IRMA                                 | 2              |
| Noruega - VG-lista                             | 1              |
| Nova Zelândia - RIANZ                          | 50             |
| Países Baixos - MegaCharts                     | 16             |
| Reino Unido - UK Singles Chart                 | 4              |
| Suécia - Sverigetopplistan                     | 2              |
| Suíça - Schweizer Hitparade                    | 4              |

## A versão de CO.RO.
"I Just Died in Your Arms" é o quinto single lançado pelo grupo CO.RO., do seu álbum de estreia, The Album. Foi lançado em 1994.
O single entrou apenas na parada musical da Suécia, onde permaneceu na posição 38 por uma semana e logo após saiu da parada. Foi o último singles deles a entrar em uma parada musical.

### Faixas
12" Single
| N.º | Título                                       | Duração |  |
| 1.  | "I Just Died in Your Arms" (Died Remix)      | 6:05    |  |
| 2.  | "I Just Died in Your Arms" (7" Edit Remix)   | 3:30    |  |
| 3.  | "I Just Died in Your Arms" (Versão do Álbum) | 4:41    |  |
| 4.  | "4 Your Love" (Deconstruction Remix)         | 6:35    |  |

CD Maxi-single
| N.º | Título                                       | Duração |  |
| 1.  | "I Just Died in Your Arms" (7" Edit Remix)   | 3:30    |  |
| 2.  | "I Just Died in Your Arms" (Died Remix)      | 6:08    |  |
| 3.  | "I Just Died in Your Arms" (Versão do Álbum) | 4:41    |  |
| 4.  | "4 Your Love" (Reconstruction R.M.X.)        | 7:12    |  |

### Posições nas paradas musicais
| País - Parada Musical      | Melhor posição |
| -------------------------- | -------------- |
| Suécia - Sverigetopplistan | 38             |

## Versão de Latino
Caranguejo ((I Just) Died in Your Arms) é a versão brasileira da música feita pelo cantor Latino, lançada como single do seu álbum ao vivo Junto e Misturado 2: Festa Universitária, pela Som Livre em 2011. Conta com a participação especial da dupla Alan & Alisson. Essa versão foi regravada por César Menotti & Fabiano, para o álbum Os Menotti no Som, lançado em 2016.